# سفارة فرنسا في جورجيا
سفارة فرنسا في جورجيا هي أرفع تمثيل دبلوماسي لدولة فرنسا لدى جورجيا. تقع السفارة في تبليسي وهي تهدف لتعزيز المصالح الفرنسية في جورجيا.

## وصلات خارجية
- الموقع الرسمي
- قائمة سفارات فرنسا
- قائمة السفارات في جورجيا